# Adam Kozłowiecki

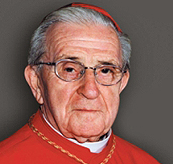
Adam Kardinal Kozłowiecki

Kardinalswappen

 Adam Kardinal Kozłowiecki SJ (* 1. April 1911 in Huta Komorowska bei Rzeszów, Polen; † 28. September 2007 in Lusaka, Sambia) war Erzbischof von Lusaka.

## Leben
Adam Kozłowiecki trat nach seiner Schulzeit in den Jesuitenorden ein und studierte Katholische Theologie und Philosophie. 1937 empfing er das Sakrament der Priesterweihe. Im November 1939 wurden er und 24 weitere Jesuiten in Krakau von der Gestapo verhaftet. Bis zum Februar 1940 war im Gefängnis in Wiśnicz inhaftiert, dann in das Konzentrationslager Auschwitz deportiert. Im Dezember 1940 wurde er in das Konzentrationslager Dachau „überstellt“. Ab September 1941 war es den polnischen Priestern verboten, die Lagerkapelle zu betreten und Gottesdienst zu feiern. So las er die hl. Messe heimlich, auf seiner Pritsche liegend. Er verblieb im dortigen Pfarrerblock bis zum Ende des Zweiten Weltkrieges.
Nach der Befreiung entsandte ihn sein Ordensoberer als Seelsorger in die von polnischen Jesuiten betriebene Mission in Nordrhodesien, wo er bis 1950 als Lehrer und Priester arbeitete.
Am 4. Juni 1955 wurde Adam Kozłowiecki von Papst Pius XII. zum Titularbischof von Diospolis Inferior ernannt und zum Apostolischen Vikar des neu errichteten Apostolischen Vikariats in Lusaka (damals: Nordrhodesien) bestellt. Am 11. September desselben Jahres empfing Kozłowiecki die Bischofsweihe durch den damaligen Apostolischen Gesandten für Britisch-Ostafrika, James Robert Knox. Er leitete fortan als Oberhirte das Apostolische Vikariat.
1959 ernannte ihn Papst Johannes XXIII. zum Erzbischof von Lusaka. Erzbischof Kozłowiecki nahm an allen vier Sitzungsperioden des Zweiten Vatikanischen Konzils teil.
1969 trat Kozłowiecki als Erzbischof von Lusaka zurück, um den Weg für einen einheimischen Bischof frei zu machen und wurde zum Titularerzbischof von Potentia in Piceno ernannt. Er fand eine neue Wirkungsstätte als Missionar in Sambia. Von 1970 bis 1991 gehörte er der Kongregation für die Evangelisierung der Völker an. Papst Johannes Paul II. nahm Adam Kozłowiecki im Jahre 1998 als Kardinalpriester mit der Titelkirche Sant’Andrea al Quirinale in das Kardinalskollegium auf.

## Schriften
- Not und Bedrängnis. Als Jesuit in Auschwitz und Dachau. Lagertagebuch. Herausgegeben von Manfred Deselaers und Bernhard Sill, übersetzt von Herbert Ulrich. Verlag Friedrich Pustet, Regensburg 2016, ISBN 978-3-7917-2730-1.